# Pietro Celestino Giannone
Pietro Celestino Giannone (Camposanto, 14 marzo 1791 – Firenze, 24 dicembre 1872) è stato un poeta e patriota italiano, esule del Risorgimento, conosciuto abitualmente come Pietro Giannone.

## Biografia

### Infanzia e periodo napoleonico
Nacque a Camposanto, in provincia e Ducato di Modena, il 14 marzo 1791, da Michelangelo, caposquadra della ducal ferma, e Maria Saveria Del Vecchio, originari del Regno di Napoli. A causa della prematura malattia e morte del padre, a tre anni si stabilì con la madre a Pievepelago, dove visse gli anni dell'infanzia, conservandone sempre buon ricordo.
Frequentato con profitto il liceo pubblico di San Bartolomeo in Modena, si arruolò nel 1809 in una compagnia di guardie per la lotta al brigantaggio, quindi tra i Cacciatori a cavallo del Regno Italico.

### La Restaurazione e i moti risorgimentali
Sopravvenuta la Restaurazione, tenne i contatti della Carboneria tra il Regno di Napoli e le regioni settentrionali. Maestro massone e membro dell'Adelfia, fu tratto in arresto una prima volta a Lodi, poi dalla polizia modenese nel febbraio 1821 in relazione alle indagini sul proclama in latino diffuso presso le truppe ungheresi del generale Frimont, dirette a reprimere il moto napoletano. Nel 1822 fu mandato in esilio e si recò in Francia e in Inghilterra.
Cominciò nel 1825 a comporre la sua opera principale, il poema romantico L'Esule, che pubblicò nel 1829.
Nel 1830 partecipò alle giornate parigine di luglio e nel 1832 aderì alla Giovine Italia.
Nel 1848 fu vicepresidente e presidente dell'Associazione Nazionale Italiana, fondata a Parigi da Mazzini. Fu allora ricevuto, come rappresentante del movimento d'indipendenza italiano, da Alphonse de Lamartine, esponente del governo provvisorio democratico francese. Accorso in Italia, fu in Toscana e a Modena, ma dopo le delusioni della prima guerra d'indipendenza riprese la via dell'esilio.

### L'Unità d'Italia e la morte
Dopo la proclamazione del Regno d'Italia rientrò nella nuova patria nel 1861 e si stabilì a Firenze. Dopo la proclamazione della città a capitale d'Italia - cosa che disapprovava -, avrebbe voluto trasferirsi a Modena. Impedito a viaggiare dalle condizioni di salute, vi morì il 24 dicembre 1872.

## La sepoltura
La sepoltura fu collocata nel Cimitero delle Porte Sante di San Miniato a Firenze e fu onorata con un monumento funebre, pagato da amici e patrioti. Quasi cent'anni dopo, però, tutto dovette essere smantellato a causa di lavori. I resti furono ospitati in una tomba privata fino a quando il comune natale di Camposanto ne richiese la traslazione nel 2017. Arrivarono nel paese natale il 3 novembre. Alla cerimonia di apertura della tomba a Firenze, partecipò una delegazione di cittadini e di membri della amministrazione di Camposanto. Il 13 gennaio 2018 si tenne un pomeriggio commemorativo, durante il quale presso il cimitero comunale fu inaugurata la nuova sepoltura, con busto modellato dallo scultore Orazio Vitaliti, e si è svolto il convegno intitolato Il ritorno dell'esule presso l'antistante scuola primaria, a lui dedicata.

## Opere
Giannone scrisse molti componimenti di vario genere, anche teatrali.
La sua opera più nota è certamente il poema L'esule. Si tratta di un poema romantico in 15 canti polimetri. Vi sono rappresentate le vicende e le passioni di un patriota in esilio, che torna ad un certo momento in patria per rivedere l'amata e colpire un traditore. La prima edizione avvenne a Parigi, nel 1829, «dai torchj Pihan Delaforest (Morinval)». Fu ristampato nel 1868 a Firenze, Tipografia del Giglio, con dedica a Giuseppe Garibaldi «esempio mirabile delle patrie antiche virtù».
Delle sue opere fa parte anche un Componimento crittografato, conservato presso l'archivio del Museo civico del Risorgimento di Modena, che fu così classificato in mancanza di altri dati. Per più di un secolo si credette che vi fossero celate notizie storiche sul tentato moto risorgimentale modenese del 1821-22. Il testo poté essere decifrato solo nel 2015 e si rivelò una composizione poetica dal carattere licenzioso: un divertissement del poeta ormai anziano e una beffa per i posteri.
- Pietro Giannone, L'esule, poema, Parigi, Pihan Delaforest, 1829. URL consultato il 23 ottobre 2017.
- Pietro Giannone, L'esule. Poema. Con aggiunte di altre sue poesie inedite, Firenze, Tipografia del Giglio, 1868. URL consultato il 23 ottobre 2017.